# Chicala Cholohanga
Chicala Cholohanga (auch Tchikala-Tcholohanga, Chicala-Choloanga und ähnliche Varianten) ist eine Kleinstadt und ein Landkreis in Angola.

## Geschichte
Der Ort trug den portugiesischen Ortsnamen Vila Nova. Nach der Unabhängigkeit Angolas 1975 erhielt er seinen heutigen Namen.

## Verwaltung
Chicala Cholohanga ist Sitz eines gleichnamigen Kreises (Município) in der Provinz Huambo. Der Kreis umfasst eine Fläche von 4380 km² und hat 114.597 Einwohner (Hochrechnung 2008). Die Volkszählung 2014 soll fortan gesicherte Bevölkerungsdaten liefern.
Der Kreis Chicala Cholohanga setzt sich aus vier Gemeinden (Comunas) zusammen:
- Chicala Cholohanga
- Mbave
- Sambo
- Samboto (auch Hungulo)